# Антонова Анна Кирилівна
А́нна Кири́лівна Анто́нова (* 1965) — радянська фігуристка. Бронзова призерка чемпіонату світу.

## З життєпису
Народилася у Харкові. Першими тренерами були Семен Лев та Володимир Карпов. 1979 року переїхала до Ленінграда; тренувалася у подружжя Олексія та Тетяни Мішиних, хореографією займалися артисти балету Микола Тагунов й Володимир Сівак. Представляла ленінградський клуб «Зеніт». 1981 року стала третьою на чемпіонаті світу серед юніорів та п'ятою на чемпіонаті СРСР.
Протягом 1982—1984 років входила до числа призерів на чемпіонатах СРСР і змаганнях за Кубок СРСР. Вигравала довільну програму на чемпіонаті СРСР 1982 року. Зайняла друге місце на Зимовій Спартакіаді народів СРСР.
Завершила спортивну кар'єру 1986 року.